# Peter Coates (labdarúgó-játékvezető)
Peter Coates (Dublin, 1924 – Dublin, 2013. augusztus 22.) ír nemzetközi labdarúgó-játékvezető.

## Pályafutása

### Nemzetközi játékvezetés
Az Északír labdarúgó-szövetség Játékvezető Bizottsága (JB) 1964-ben terjesztette fel nemzetközi játékvezetőnek, a Nemzetközi Labdarúgó-szövetség (FIFA) bíróinak keretébe. Több nemzetek közötti válogatott- és klubmérkőzést vezetett. Az északír nemzetközi játékvezetők rangsorában, a világbajnokság-Európa-bajnokság sorrendjében többedmagával a 13. helyet foglalja el 2 találkozó szolgálatával. Az aktív nemzetközi játékvezetéstől 1969-ben búcsúzott.

#### Világbajnokság
Mexikóban  rendezték a IX., az 1970-es labdarúgó-világbajnokság döntő mérkőzéseit. 
| Időpont         | Helyszín                      | Mérkőzés típusa           | Mérkőzés      | Eredmény | Nézők száma |
| --------------- | ----------------------------- | ------------------------- | ------------- | -------- | ----------- |
| 1969. május 17. | Hampden Park Stadion, Glasgow | előselejtező (7. csoport) | Skócia–Ciprus | 8 : 0    | 39 095      |

#### Európa-bajnokság
Olaszországban, Róma adott otthont a III., az 1968-as labdarúgó-Európa-bajnokság döntő küzdelmeinek. 
| Időpont          | Helyszín                   | Mérkőzés típusa           | Mérkőzés            | Eredmény | Nézők száma |
| ---------------- | -------------------------- | ------------------------- | ------------------- | -------- | ----------- |
| 1966. október 2. | Olimpiai Stadion, Helsinki | előselejtező (3. csoport) | Finnország–Ausztria | 0 : 0    | 10 000      |